# 死亡復甦2
《死亡復甦2》是一款動作生存遊戲，是累計銷售達150萬套的《死亡復甦》正統續篇新作，支援雙人線上合作遊玩，由卡普空原製作團隊成員與加拿大遊戲開發商Blue Castle Games共同開發，稻船敬二擔任製作人。

## 概要
本作玩家操作的主角是查克．葛林（Chuck Greene），與前作相同，需要到處解開任務並拯救生還者。《死亡復甦2》可以藉由兩種以上的武器結合出殺傷力更強的組合武器（Combo Weapons），其中使用組合武器可獲得更高的分數使主角升級，升級的同時不僅能加強能力，還能解鎖組合卡（Combo Cards）以製造更多組合武器。
一張地圖可容納高達7000個殭屍，也與前作相同，會遇到一群因殭屍動亂而精神異常或做不正常的行為來尋求慰藉，而被稱為精神病患（Psychopaths）的頭目。
本作導入了多人模式，玩家除了可以與另一玩家一起遊玩故事模式以外，也可在恐怖實境秀扮演參賽者與另外三名玩家遊玩。

## 劇情大綱
從前作的時間點過了五年，前任的越野摩托車賽事的冠軍「查克·葛林」來到內華達州的觀光賭城「幸運市（Fortune City）」，參加了將殺戮殭屍作為一種娛樂的電視節目「恐怖實境秀（Terror Is Reality）」。查克參加這節目是為了賺取獎金給她的女兒凱蒂買「Zombrex」（一種可減緩突變成殭屍的日常緩毒疫苗），凱蒂因為在4歲時於拉斯維加斯歷經了一場殭屍大爆發，而被已成為殭屍的母親咬傷了。而當節目結束後，節目中庫存的殭屍不知為何被釋放，查克在動亂中救出他女兒並前往避難室，因此父女倆就此展開地獄般的冒險。

## 登場人物
- 查克·葛林（Chuck Greene）- 本作主角，前任的越野摩托車賽事的冠軍

- 凱蒂·葛林（Katey Greene）- 主角女兒

- 史黛西·福賽斯（Stacey Forsythe）- 殭屍人權保障組織CURE的領導人，公開譴責幸運市的殘忍節目“恐怖實境秀”

- 蕾貝卡·張（Rebecca Chang）- 想藉這次的殭屍動亂一炮而紅的新聞記者，與一代主角法蘭克·威斯特（Frank West）認識

- 雷蒙德·蘇利文（Raymond Sullivan）- 避難室的警衛

- TK（Tyrone King）- 全名泰隆金，幸運市的電視節目“恐怖實境秀”的主持人與製作人

- 雙胞胎姊妹（The Twins）- TK的助手群，“恐怖實境秀”的雙胞胎助理主持姐妹花

## 組合卡

### 組合武器
| Spiked Bat    | Drill Bucket    | I.E.D.          | Defiler        | Super Slicer    |
| Exsanguinator | Knife Gloves    | Tenderizers     | Air Horn       | Flamethrower    |
| Power Guitar  | Super B.F.G.    | Electric Chair  | Blitzkrieg     | Hail Mary       |
| Freedom Bear  | Roaring Thunder | Fountain Lizard | Driller        | Auger           |
| Electric Rake | Sticky Bomb     | Freezer Bomb    | Dynameat       | Tesla Ball      |
| Blambow       | Molotov         | Laser Sword     | Holy Arms      | Snowball Cannon |
| Infernal Arms | Gem Blower      | Parablower      | Zombie Throwe  | Flaming Gloves  |
| Burning Skull | Handychipper    | Rocket Launcher | Heliblade      | Boomstick       |
| Pole Weapon   | Fire Spitter    | Blazing Aces    | Beer Hat       | Paddlesaw       |
| Hacker        | Wingman         | Ripper          | Plate Launcher | Porta-Mower     |

## 外部連結
- 《死亡復甦2官方網站》 （页面存档备份，存于）